# Spiloxene trifurcillata
Spiloxene trifurcillata là một loài thực vật có hoa trong họ Hypoxidaceae. Loài này được (Nel) Fourc. miêu tả khoa học đầu tiên năm 1932.